# ۱۱۴۱ (قمری)
۱۱۴۱ (قمری)، هزار و صد و چهل و یکمین سال در گاهشماری هجری قمری است. اول محرم این سال برابر با هفتم اوت سال ۱۷۲۸ میلادی است.